# Odznaka tytułu honorowego „Zasłużony Górnik Polskiej Rzeczypospolitej Ludowej”
Odznaka tytułu honorowego „Zasłużony Górnik Polskiej Rzeczypospolitej Ludowej” – jedna z piętnastu odznak tytułów honorowych przyznawanych w PRL i mających rangę orderów.

## Charakterystyka
Tytuł honorowy „Zasłużony Górnik Polski Ludowej” wraz z odznaką został ustanowiony uchwałą Rady Ministrów w sprawie szczególnych przywilejów dla górników w górnictwie węglowym (później nazwaną Kartą Górnika) z 30 listopada 1949. Nadawany był przez Ministra Górnictwa i Energetyki najbardziej zasłużonym przodownikom pracy, spośród górników i nadgórników, posiadających co najmniej 5-letni staż pracy pod ziemią. Uhonorowani tytułem otrzymywali bezpłatnie odznakę wraz z uroczystym tradycyjnym ubiorem górniczym.
9 listopada 1955 uchwalono zmianę nazwy tytułu na „Zasłużony Górnik Polskiej Rzeczypospolitej Ludowej”. Odtąd nadawany był przez Radę Państwa jako wyróżnienie dla najbardziej zasłużonych górników, nadgórników, techników i inżynierów górniczych, zatrudnionym w górnictwie węglowym, rud i kruszców, soli kuchennej, glinki ogniotrwałej i glin szlachetnych, kaolinów, magnezytów i gipsów, którzy w okresie wieloletniej pracy w górnictwie pod ziemią wyróżnili się osiągnięciami w dziedzinie wydajności pracy, zwiększenia wydobycia, inicjowania i rozwoju współzawodnictwa pracy, ulepszania metod pracy, wprowadzania i upowszechniania postępu technicznego, obniżki kosztów własnych, poprawy warunków bezpieczeństwa i higieny pracy. Odznakę noszono po prawej stronie piersi, przed Medalem 10-lecia Polski Ludowej.
Od 1957 tytuł przyznawano również najbardziej zasłużonym górnikom (skalnikom), technikom i inżynierom górniczym zatrudnionym w górnictwie skalnym (kamieniołomach), którzy w okresie wieloletniej pracy wyróżnili się takimi osiągnięciami, jak pozostali pracownicy opisani powyżej.
Uchwalona 28 marca 1958 zmiana w ustawie emerytalnej wprowadziła dodatki z tytułu odznaczeń państwowych do emerytury, renty inwalidzkiej lub renty rodzinnej, które przysługiwały m.in. posiadaczom tytułu honorowego „Zasłużony Górnik Polskiej Rzeczypospolitej Ludowej” (patrz: order chlebowy).
Karta Górnika z 30 grudnia 1981 również zawierała artykuł stanowiący o tym, że wieloletnim i zasłużonym górnikom, nadgórnikom, technikom i inżynierom górniczym, którzy w okresie pracy w kopaniach pod ziemią wyróżnili się osiągnięciami w pracy, może być nadany tytuł honorowy „Zasłużony Górnik Polskiej Rzeczypospolitej Ludowej” stosownie do obowiązujących przepisów.
20 kwietnia 1989 podniesiono wartość miesięczną dodatku do 25% emerytury lub renty, lecz jego wysokość dalej nie mogła przekraczać 3 tys. zł.
Po noweli grudniowej 1989 wybijano jeszcze i nadawano stare wzory odznaki, zmieniając jedynie napis na awersie na „Zasłużony Górnik RP”.
W 1991 większość dodatków z tytułu odznaczenia państwowego została zniesiona. Prawa do niego zachowały jedynie osoby, które ukończyły 80 lat życia do 31 grudnia 1990.
Wszystkie tytuły honorowe zostały zlikwidowane 23 grudnia 1992, ustawą z dnia 16 października 1992, pozostawiając dotychczasowym laureatom prawo do ich używania.
Denominacja z 1995 spowodowała zmniejszenie dodatku „chlebowego” do 30 gr na miesiąc, co wywoływało sprzeciw środowisk kombatanckich i ich wielokrotne apele o jego zniesienie, gdyż jego wysokość uważali za uwłaczającą. Ostatecznie wszelkie dodatki z tytułu odznaczeń wycofano 1 stycznia 1999.

## Wygląd odznaki
Odznakę stanowił złocony wieniec laurowy na tle dziesięciopromiennej gwiazdy o ramionach na przemian złoconych i srebrzonych. U podstawy wieńca znajdował się emblemat zawodu górniczego: dwa oksydowane skrzyżowane młotki (dokł. pyrlik i młotek). Płaszczyznę wewnątrz wieńca zajmował otok z emalii koloru białego z napisem ZASŁUŻONY GÓRNIK PRL, a także emaliowana na czerwono tarcza (środkowy medalion), z nałożonym na nią srebrnym orłem. Gwiazda zawieszona była za pomocą kółka i dwóch uchwytów na prostokątnej klamrze (przywieszce) w złoconym obramowaniu, która była emaliowana na zielono z dwoma pionowymi paskami emalii w kolorze czarnym. Rewers gwiazdy i przywieszki był gładki i złocony. Do rewersu przywieszki przymocowana była agrafka. Średnica gwiazdy wynosiła 43 mm, szerokość wieńca – 5 mm, szerokość otoku – 4 mm, średnica tarczy – 14 mm, szerokość klamry – 34 mm, wysokość klamry – 8 mm.